# قرية السحل
قرية السحل تقع في الجمهورية العربية السورية في محافظة ريف دمشق وتتبع إدارياً لمدينة النبك وتبعد عن مدينة النبك حوالي 4 كيلو متر وعن مدينة يبرود حوالي 5 كيلو متر. بلدة السحل تقع على سلسلة جبال القلمون التي هي جزء من سلسلة جبال لبنان الشرقية. ويظهر في الصورة جمال التيجان الصخرية للجبال الموجودة في هذه القرية. تعتبر بلدة السحل بلدة أثرية وموغلة في القدم ومن معالم هذه البلدة احتوائها على القنوات الرومانية القديمة التي كانت تُستخدم لجر مياه الشرب والري ونبع ماء عذب ينبع من الصخر يسمى (الماصي) وفي جبالها مغارات قديمة- منها مغارة الحوارة في الحصن الشرقي ومغارة العدس في الحصن الغربي وغيرهما- كانت مسكونة منذ زمن حيث وجد فيها أدوات منزلية حجرية وأسلحة بدائية وبعض الحلي والتماثيل غير معروفة التاريخ وحجر معصرة الزيت والأواني الفخارية ومن أهم هذه الجبال الحصن الشرقي والحصن الغربي وشعاب الدياب و البلايط ورأس النقب ومن معالم البلدة أيضا المقابر الرومانية والمسيحية واليهودية والوثنية وكل هذه الآثار التاريخة المهمة لم تتم دراستها على الرغم من قدمها وأهميتها التاريخية.

## معلومات عن البلدة
بلغ عدد سكان بلدة السحل حوالي 12 ألف نسمة عام 2011 , ترتفع عن سطح البحر حوالي 1500م تقريباً وتمتاز كباقي قرى القلمون السوري بالمناخ المعتدل صيفاً والبارد شتاءً( المناخ الجردي) ومعدل منخفض لسقوط الأمطار. في بلدة السحل سلسلة جبال تعد امتدادا جغرافيا لسلسلة جبال لبنان الشرقية ومنها جبل الحصن وجبال البلايط.

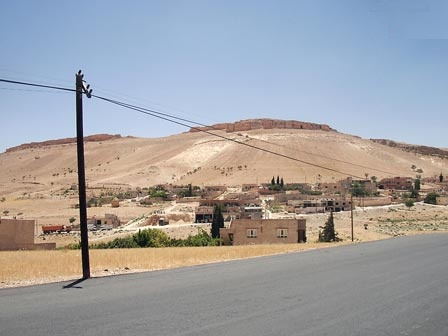
بلدة السحل - القلمون - سوريا

## أعمال أهل البلدة
حتى منتصف القرن العشرين كان معظم أهل البلدة يعملون في الزراعة ورعي الأغنام شأنهم شأن معظم أهالي الريف السوري.
```
وعلى الرغم من موقعها الريفي وحالة معظم سكان القرية المادية المتوسطة فقد اتجه عدد كبير من أبنائها للتعلم وتخرج منهم العديد من أستاذة الجامعات والأطباء والمهندسون والمحامون وهناك نسبة لا بأس بها من شباب البلدة سافرت إلى دول الخليج بغرض العمل تاريخيا شارك أبناؤها في الثورة السورية كحال أغلب قرى القلمون في السعي لنيل الاستقلال ومن المواقع التي اشتركوا فيها معركة جسر الحارون في ريف حمص ضد القوات الفرنسية ومعركة عين العلق قرب قرية قارة حاليا
```